# Rhamphomyia gibbifera
Rhamphomyia gibbifera är en tvåvingeart som beskrevs av Gabriel Strobl 1906. Rhamphomyia gibbifera ingår i släktet Rhamphomyia och familjen dansflugor. Inga underarter finns listade i Catalogue of Life.